# Paul Duhem
Pour les articles homonymes, voir Duhem.

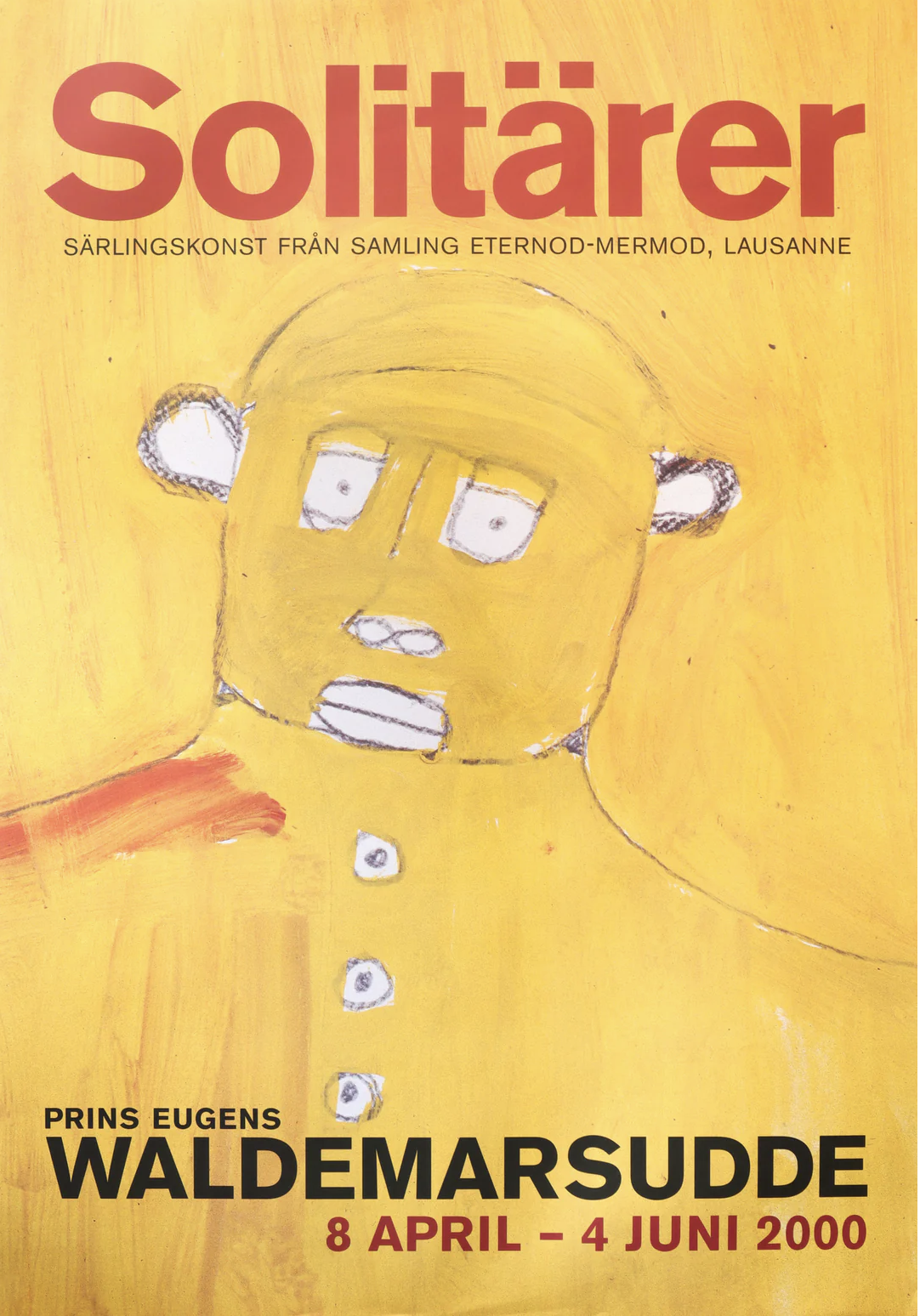
affiche du Waldermarsudde avec une oeuvre de Paul Duhem

Paul Duhem, né à Blandain en 1919 et mort en 1999, est un peintre belge.

## Biographie
Le jeune garçon est élevé par ses grands-parents. Il quitte l'école à quatorze ans, puis est engagé comme valet de ferme dans diverses exploitations agricoles. Il affronte la guerre qui, de blessures en déportations, le conduisent à l'asile.
En 1978, il est admis dans un foyer (le Centre La Pommeraie à Ellignies-Sainte-Anne en Belgique) où il consacre l'essentiel de son temps à des travaux de jardinage. Douze ans plus tard, à l'âge de soixante-dix ans, il abandonne l'horticulture pour le dessin.
Son œuvre est présente dans de nombreuses collections publiques et privées; il est, par exemple, exposé dans les collections permanentes du LaM Lille Métropole Musée d'Art moderne, d'Art contemporain et d'Art brut à Villeneuve d'Ascq, du Musée de la Création Franche à Bègles, au Musée d'art brut de Montpellier, au  Musée d'art naïf et marginal de Jagodina (en Serbie), au Musée du Docteur Guislain à Gant et il a connu de son vivant les honneurs d'une rétrospective à la Collection de l'art brut à Lausanne ainsi que dans d'importantes collections d'art brut privées : la  collection Treger-Saint Silvestre au Portugal, la collection Eternod-Mermod  à Lausanne,,dans la Collection Charlotte Zander à Bönnigheim, dans la collection Anthony Petullo à Milwaukee,  ou la collection de Korine et Max E. Ammann à Berne. 

Une fondation visant à conserver un patrimoine artistique d'exception porte son nom. La Fondation Paul Duhem est basée à Beloeil, en Belgique.

## Expositions personnelles
- 2022  Trinhall Museum, “Peindre - Paul Duhem”[14],[15]
- 2008 Galerie du Marché, Lausanne

## Expositions collectives
- 2025   Power Station of Art, Shangai, "A Walk on the Wild Side: Artworks from the Collection de l’Art Brut and Elsewhere”,[16]
- 2025 Le Art et marges musée, Bruxelles, "aussi loin qu'ici"[17]
- 2025 Galerie du Marché, Lausanne, "25 ans de plaisir"
- 2024  Collection de l’art brut, Lausanne, “visages”[18], (catalogue)
- 2023   Trinkhall Museum,  Liège , “L'événement d'être là - Des lieux pour exister #2”
- 2022  Fondation Renaud Lyon, “Les Bruts”[19]
- 2020   Collection de l’art brut, Lausanne, “l’art brut s’encadre”, catalogue[20],[21],[22]
- 2019  Galerie du Marché, Lausanne, "Architectures II"
- 2018  Le Commun, Genève, "K+M Ammann, collectionneurs de monde"[23]
- 2015   Collection de l’art brut, Lausanne, “Architectures” (catalogue)
- 2015  Galerie du Marché, Lausanne, "Brut de Brut"
- 2014    Musée de l'abbaye Sainte-Croix (Masc), "collectionneur de monde", (catalogue)[24]
- 2014 Galerie du marché, Lausanne, "Architectures"
- 2012  LaM   Lille Métropole Musée d'Art moderne, d'Art contemporain et d'Art brut, "collectionneur de mondes, oeuvres d’art brut de la collection de Korine et Max E. Ammann", (catalogue)[25].

- 2011  Galerie du Marché, Lausanne, “Caboches”
- 2011  KunstmuseumThurgau,"Weltensammler", (catalogue)[26]
- 2011    Lille Métropole Musée d'Art moderne, d'Art contemporain et d'Art brut , Lille-Villeneuve-d'Ascq, "Amicalement brut, collection Eternod-Mermod"[27](catalogue)
- 2010 Galerie Gugging, Vienne, "mahn – maskulines?“[28]
- 2008   Lille Métropole Musée d'Art moderne, d'Art contemporain et d'Art brut , "La cité singulière Les Chemins de l’art brut"[29]
- 2008 Musée Im Lagerhaus, St-Gall, "La Collection de l’Art Brut rencontre le Museum im Lagerhaus»". St. Gallen, Museum im Lagerhaus, (Gruppenausstellung).
- 2003 L'ESPAL, Le Mans, "Lisières"
- 2000 Prins Eugens Waldemarsudde, Stockholm, "Solitärer", the Art Brut Collection of Philippe Eternod and Jean-David Mermod, 2000[30],[31], (catalogue)
- 1999 Kunstmuseum Malmö, "Solitärer. Sarlingskonst fran Samling Eternod - Mermod", Malmö[32], (catalogue)
- 1997 Musée de la Création Franche, Bègles-Bordeaux, "collection Eternod-Mermod",(catalogue)
- 1994 Musée de la Création Franche, Bègles-Bordeaux, "regard sur la collection"
- 1993 Musée de la Création Franche, Bègles, "les jardiniers de la mémoire"